# Ettore Sansavini
Ettore Sansavini (Forlì, 29 febbraio 1944) è un imprenditore italiano che opera nel campo della sanità, fondatore e presidente del gruppo GVM Care & Research con 49 strutture ospedaliere in cinque Paesi e un centro termale a Castrocaro, terzo produttore privato e noto per la specializzazione in cardiochirurgia e il trattamento delle patologie delle carotidi.

## Biografia

### Formazione
Sansavini ha frequentato l'istituto tecnico industriale per un anno prima di lasciare la scuola per sostenere la madre vedova. Consegue il diploma di ragioneria alle scuole serali. Nel 2016 si laurea in economia.

### Carriera
Sansavini inizia a lavorare da adolescente come tuttofare. Presto diventa responsabile del magazzino in un'azienda di antiparassitari.
Nel 1962 ottiene il primo lavoro nel campo della sanità presso la casa di cura Villa Igea a Forlì.
Sansavini diventa successivamente direttore amministrativo e poi direttore generale della casa di cura Villa Maria a Cotignola.
Dopo aver acquisito delle quote, nel 1973 forma il Gruppo Villa Maria, diventata poi GVM Care & Research, presente in 5 Paesi.
Nel 1998 istituisce la Fondazione Ettore Sansavini, una onlus impegnata nella ricerca scientifica.

Nel 2003 viene nominato Romagnolo dell'anno.

## Onorificenze
- 1995 - Medaglia della Presidenza della Repubblica.